# چهارطاقی قجر
چهارطاقی قجر مربوط به دوره تاریخی است و در شهرستان ایلام، بخش مرکزی، دهستان میش خاص، روستای چنگیه میشخاص واقع شده‌است. این اثر در تاریخ ۳۰ دی ۱۳۸۵ با شمارهٔ ثبت ۱۶۹۶۴ به عنوان یکی از آثار ملی ایران به ثبت رسیده‌است.